# ピエール・マリニ・ボドホ
ピエール・マリニ・ボドホ（フランス語: Pierre Marini Bodho、1938年3月30日 - ）は、コンゴ民主共和国の政治家、司教。
コンゴ・キリスト教会の司教であり、コンゴ民主共和国上院議長。
1938年3月30日、イトゥリ州のZeuに生まれた。その後、パリの大学のプロテスタント学部で神学博士号、その他神学、比較法、中等教育で学位を取得した。

## 活動
2003年から2007年にかけて、コンゴ議会の上院の議長を務めた。2006年には、当時の第4代大統領ジョセフ・カビラ氏の結婚を祝福した。
| 先代 空 | コンゴ民主共和国上院議長 April, 2003 - 2007 | 次代 レオン・ケンゴ |